# 水信健
水信　健（みずしな たけし、1947年8月20日 - ）は、新潟県出身の、日本の柔道家。階級は軽量級(63kg級)。

## 経歴
国士舘大学時代の1968年には体重別の軽量級で3位に入った。続いてリスボンで開催された世界学生の軽々量級(63kg級)では2回戦以外は全て一本で勝ち上がると、決勝でブラジルのスズキを水信独特の肩車で破って優勝を飾った。団体戦でも決勝のフランス戦で優勢勝ちした以外は全て1本勝ちを収めてチームの優勝に貢献した。1969年の全日本学生選手権軽量級では決勝で中央大学の津沢寿志に敗れて2位にとどまった。
引退後は新潟県柔道連盟の理事長に就任した。また、加茂市体育協会の会長にもなった。

## 戦績
- 1967年 -　第19回全日本学生選手権 軽量級　優勝
- 1968年 -　体重別　軽量級　3位
- 1968年 -　世界学生　個人戦　軽量級　優勝     団体戦　優勝
- 1969年 -　全日本学生選手権 軽量級　2位

(出典、JudoInside.com)。